# Iarucanga
Iarucanga is een kevergeslacht uit de familie van de boktorren (Cerambycidae). De wetenschappelijke naam van het geslacht werd voor het eerst geldig gepubliceerd in 1991 door Martins & Galileo.

## Soorten
Iarucanga omvat de volgende soorten:
- Iarucanga capillacea (Bates, 1866)
- Iarucanga mimica (Bates, 1866)